# École caravagesque d'Utrecht

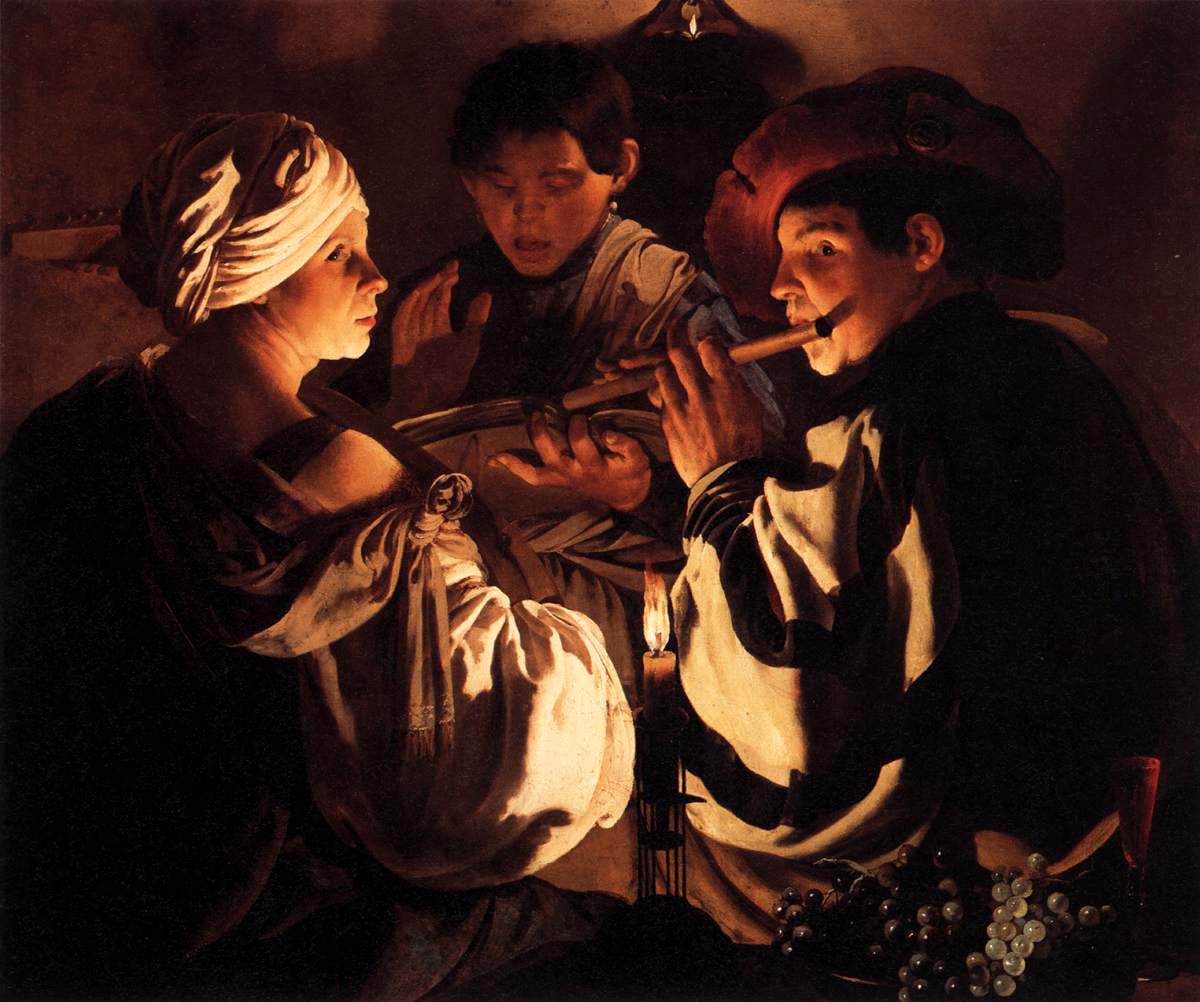
Hendrick Ter Brugghen, Le Concert, 1627 (National Gallery, Londres).

L’école caravagesque d'Utrecht désigne un groupe de peintres néerlandais qui, dans la première décennie du XVIIe siècle, partirent à Rome en Italie dans le but de parfaire leur formation, comme beaucoup d’artistes à cette époque, mais qui y furent tout particulièrement influencés par les œuvres du Caravage ; après leur retour aux Pays-Bas, ils furent actifs à Utrecht où, durant une période relativement courte, de 1620 à 1630 environ, ils continuèrent à peindre dans un style inspiré par le maître italien. Ils font partie d’un courant européen plus large, connu sous le nom de caravagisme.

## Représentants
Les trois principaux représentants de cette école sont Hendrick Ter Brugghen (1588-1629), à la personnalité la plus marquée ; Gerrit Van Honthorst (1592-1656), qui excella dans les scènes nocturnes éclairées par la lumière d’une chandelle et exécutées de manière lisse ; et Dirck Van Baburen (ca.1595-1624), dont l’œuvre se distingue davantage par le côté plastique.
Ter Brugghen séjourna à Rome de 1607 à 1614 environ, Van Honthorst de 1610 à 1620 ; quant à Van Baburen, en Italie depuis 1612, il habita dans cette ville de 1617 à 1620.
Après le retour de Van Honthorst d’Italie, l’œuvre d'Abraham Bloemaert (1564-1651) fut elle aussi brièvement marquée par ce courant, qui devait également inspirer Jan Van Bijlert (ca.1597-1671 – à Rome de 1620 à 1624) et Jan van Bronckhorst (ca.1603-1661).
On peut en outre citer le « Maître des Musiciens de Kassel », dont l'identité exacte demeure inconnue, et qui fut actif à Utrecht entre 1620 et 1630, ainsi que Matthias Stom (1600-1650), né dans la région d'Utrecht et élève de Van Honthorst  en Italie (après 1615), mais qui passa la plus grande partie de sa vie dans ce pays (c'est d'ailleurs là qu'il mourut).
Tout laisse à penser qu’en Italie, ces peintres ne furent pas seulement influencés directement par Le Caravage – qu’ils n’ont du reste pas pu connaître personnellement, à l’exception peut-être de Ter Brugghen –, mais également par des artistes qui depuis quelque temps déjà travaillaient dans son style, comme Bartolomeo Manfredi et Orazio Gentileschi.
Également les peintures de l'Allemand Adam Elsheimer, qui se trouvait à Rome à la même période, ont pu constituer pour eux une source d'inspiration. 
Le caravagisme à Utrecht connut une période de prospérité assez brève, puisque celle-ci prit fin vers 1630, au moment où les principaux représentants soit étaient morts, comme ce fut le cas pour Ter Brugghen et Van Baburen, soit avaient évolué vers un style différent, comme Van Honthorst, qui se mit à peindre des portraits et des tableaux historiques influencés par les tendances flamandes popularisées par Rubens et ses suiveurs.

## Œuvres
Leurs œuvres se caractérisent par le réalisme et un traitement particulier de la lumière (le clair-obscur), deux traits empruntés au Caravage.
Pour ce qui est des sujets, ils exécutèrent d'une part des scènes bibliques — tirées le plus souvent du Nouveau Testament —, hagiographiques — notamment la légende de saint Sébastien — et mythologiques.

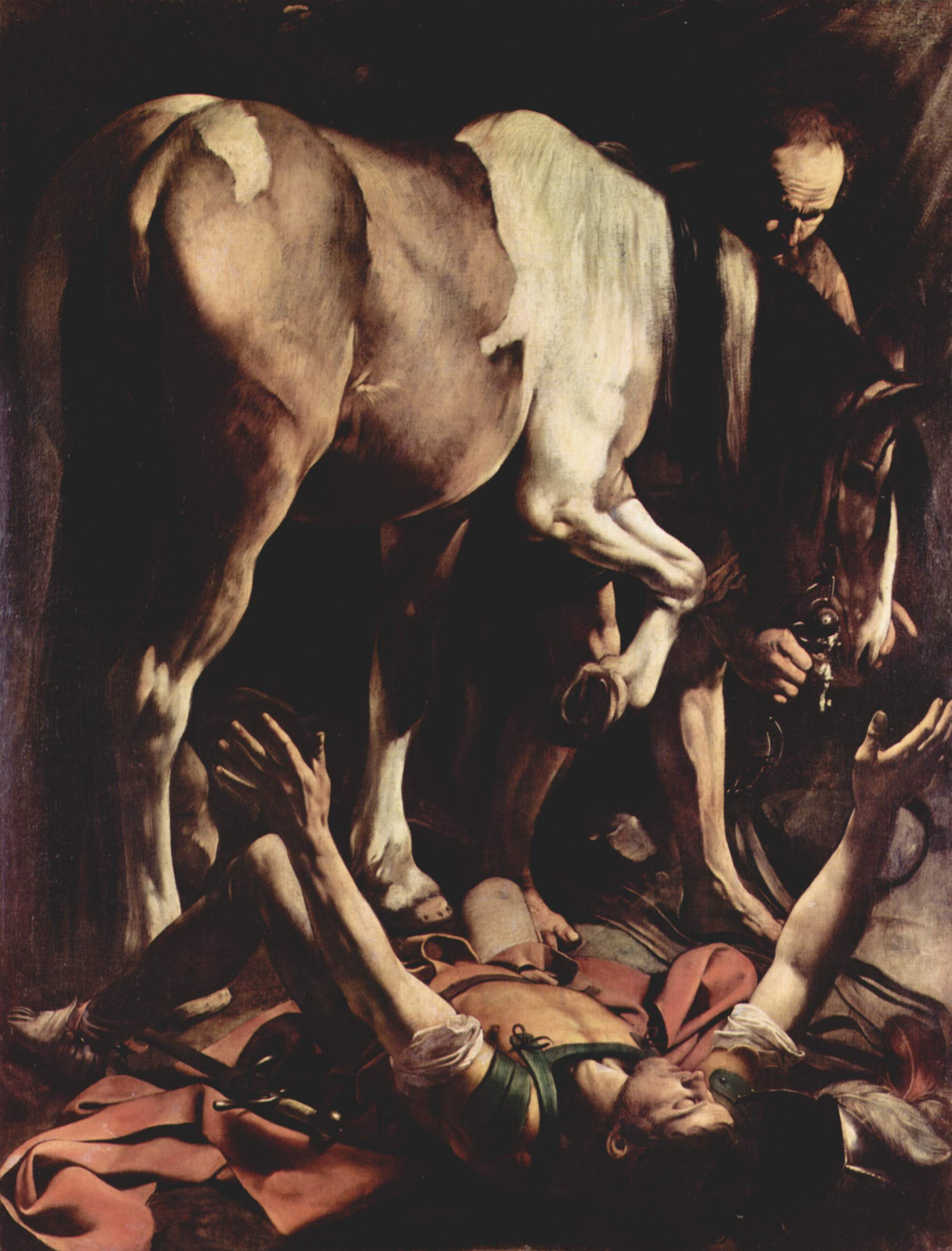
Le Caravage, La Conversion de saint Paul sur la route de Damas, v. 1600 (Santa Maria del Popolo, Rome).
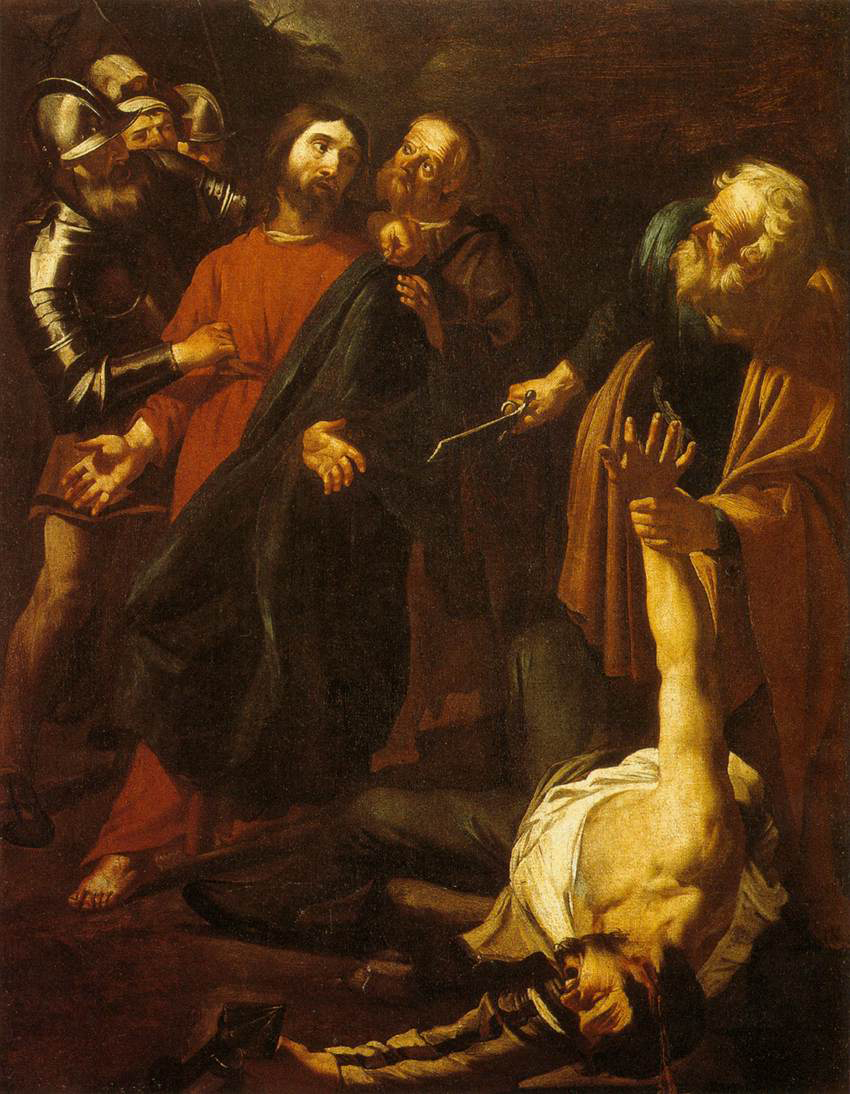
Dirck Van Baburen, L'Arrestation du Christ avec l'épisode de Malchus, v. 1616-1617. – Une influence très nette du Caravage, dans le traitement de la lumière comme dans la composition.
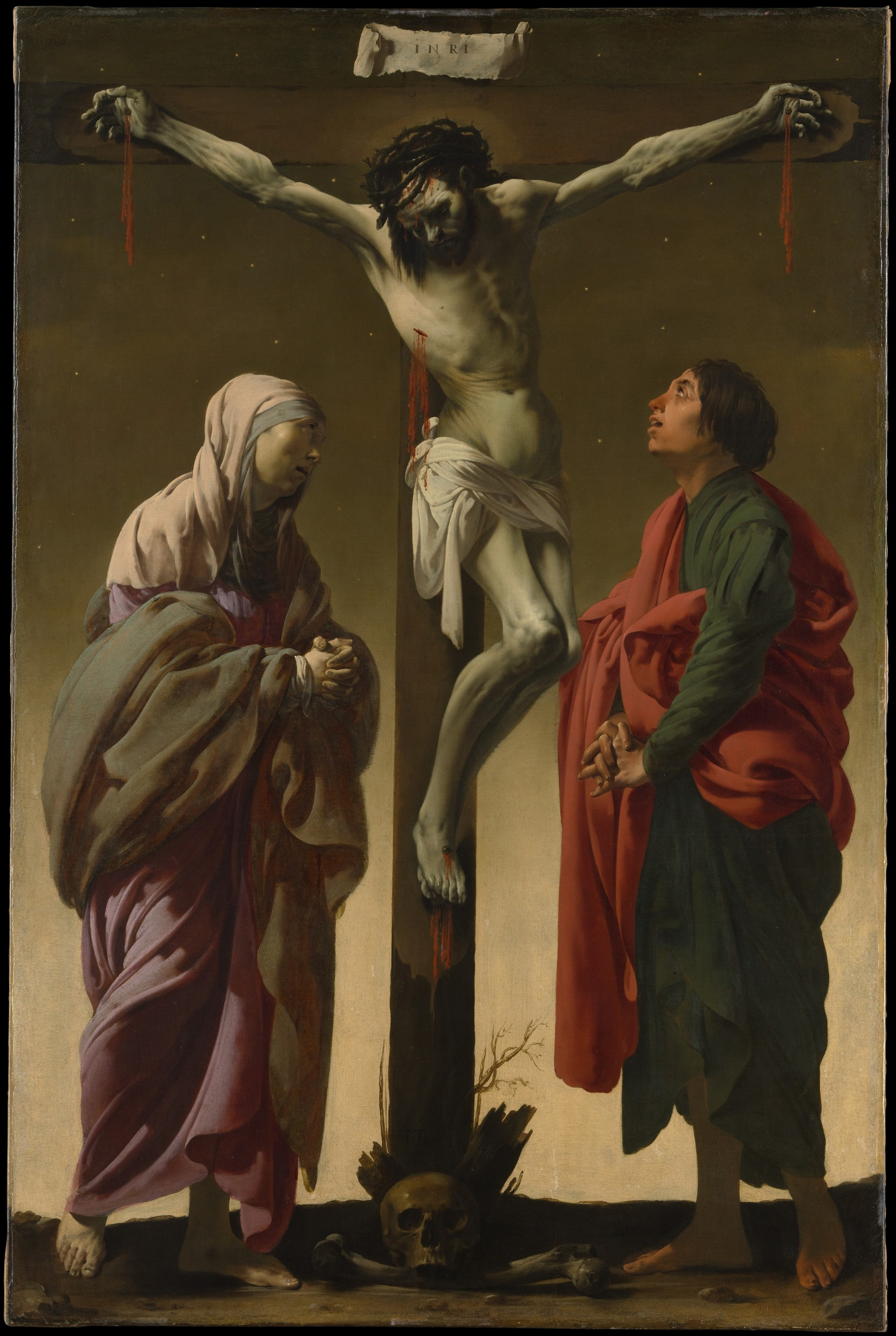
Hendrick Ter Brugghen, La Crucifixion avec la Vierge et saint Jean, 1625, Metropolitan Museum of Art, New York.
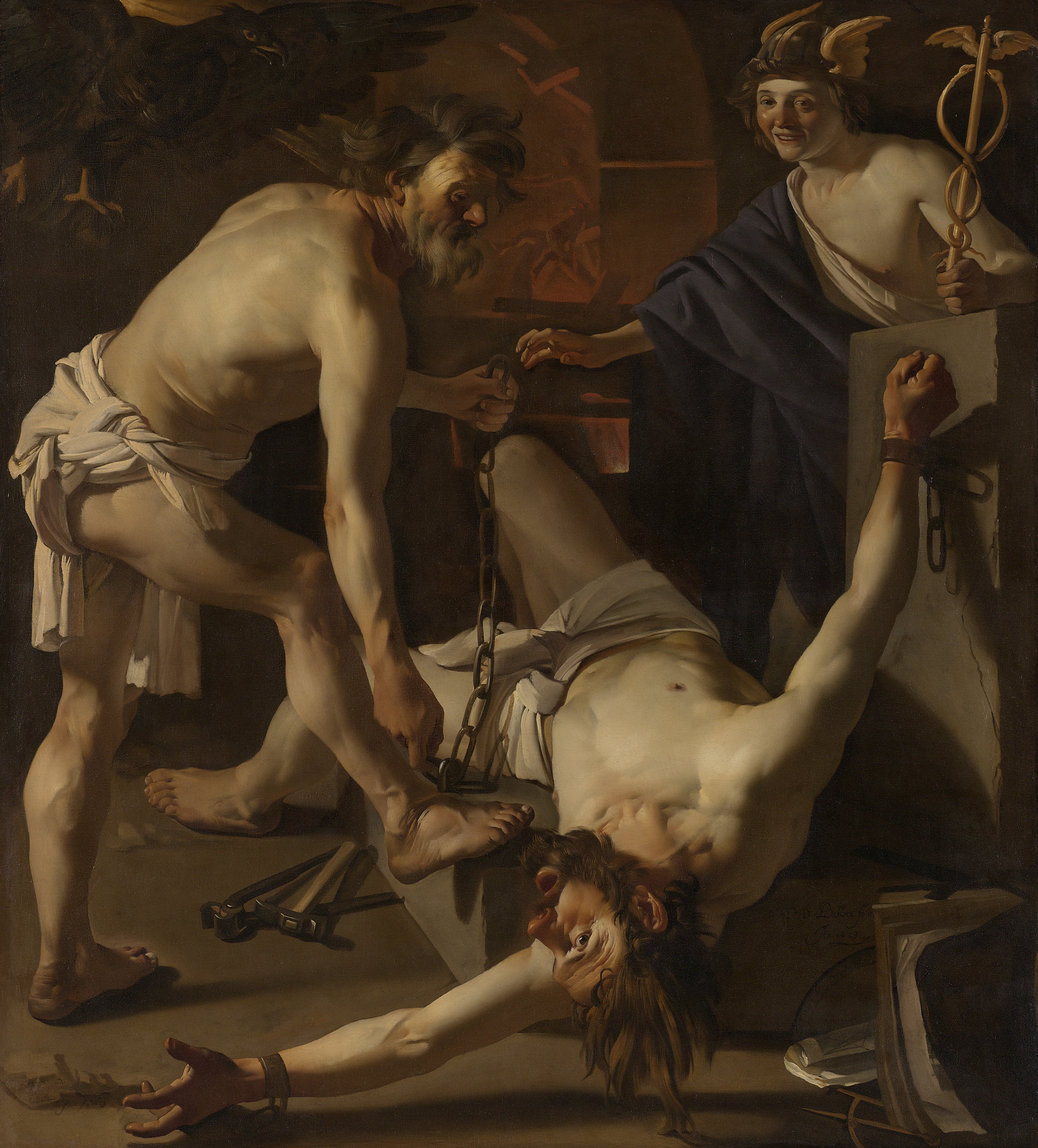
Dirck Van Baburen, Prométhée enchaîné par Vulcain, 1623 (Rijksmuseum, Amsterdam). – Variante de la même composition avec une représentation occupant tout le cadre, et dont la forme générale est elliptique ou ovoïde.

Ils réalisèrent d’autre part des scènes de genre d'un type spécifique, montrant le plus souvent des musiciens, des joueurs ou des buveurs représentés à mi-corps, qui s'inspirent notamment de certaines œuvres de Bartolomeo Manfredi, suiveur du Caravage en Italie, comme son Jeune Joueur de luth (1610) que rappellent bon nombre de tableaux des caravagesques hollandais, comme Chanteur s'accompagnant au luth de Ter Brugghen (1624).
On peut voir en ces œuvres des variations, directes ou indirectes, sur des tableaux de la première période du Caravage, réalisés avant 1600, tels Le Joueur de luth (v.1600), Les Musiciens (v.1595, sans, il est vrai, la même focalisation « fantasmo-érotique » sur les jeunes garçons), et surtout Les Tricheurs (ill. à gauche ci-dessous) et La Diseuse de bonne aventure. De ces deux dernières œuvres, elles reprennent également, en règle générale, le cadrage serré et la représentation sur fond quasiment uni, sans élément de décor superflu. Des peintres caravagesques utrechtois, Van Baburen semble être cependant celui qui fut le plus fasciné par leur modèle, et s'en écarta le moins – sa mort prématurée sans doute aussi l'en empêcha.

Le Caravage, Les Tricheurs, 1595 (Kimbell Art Museum, Fort Worth, USA).
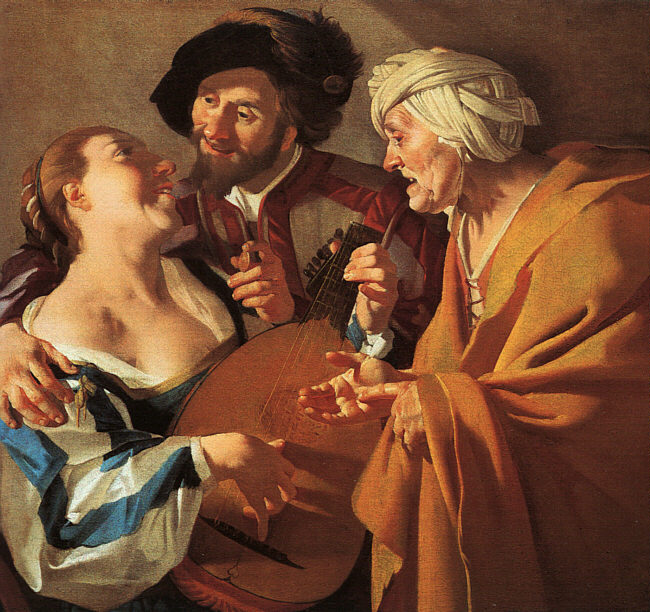
Dirck Van Baburen, L'Entremetteuse, 1622 (Museum of Fine Arts, Boston - Massachusetts). – Les attitudes et les gestes des personnages, comme dans le tableau du Caravage, sont mis en relief et signifiants ; ils sont les éléments clés d'une intrigue.
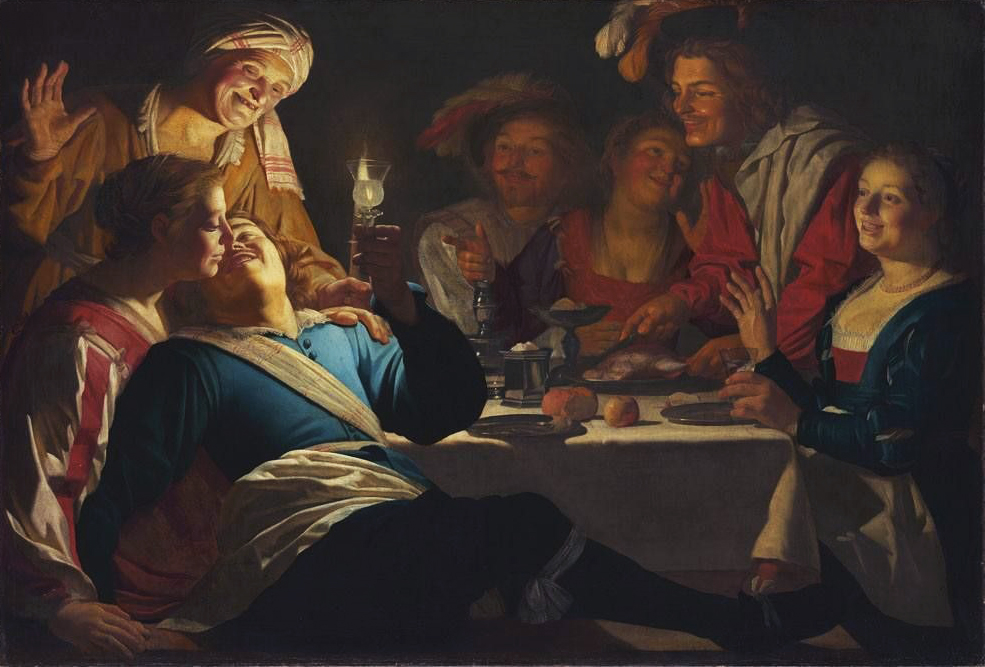
Gerrit Van Honthorst, Le Fils prodigue, 1623 (Alte Pinakothek, Munich). – La même idée est exploitée, mais avec un nombre plus important d'acteurs. À noter aussi les gammes de couleurs jaune-orange-brun-(rouge) et le bleu, et leur distribution dans les trois tableaux.

Un thème particulier qui, de manière frappante, revient assez régulièrement dans leurs tableaux est celui de l’entremetteuse. Le personnage, toujours représenté sous les traits d'une vieille femme enturbannée, est le sujet d'une peinture de Van Bronckhorst, d'une de Van Baburen (ill. ci-dessus, au centre) et d'une autre de Van Honthorst, et apparaît également dans Le Fils prodigue (ill. ci-dessus, à droite) et Le Concert du même peintre... Le sujet fut plus tard exploité par Vermeer, qui utilisa par ailleurs la version de Van Baburen comme élément de décor dans deux autres de ses œuvres.

## Réception
Le fait que l’activité de ce groupe d’artistes fut plutôt circonscrite à la ville d’Utrecht constitue un phénomène étonnant. Leurs œuvres, perçues comme étant assez éloignées de la culture néerlandaise furent, de ce fait, pendant longtemps négligées. Aujourd’hui, ces peintres font l’objet d’un regain d’intérêt, et l’idée est apparue qu’ils ont pu constituer un chaînon important entre l’art baroque italien du Caravage, et celui d’autres peintres néerlandais qui jamais ne se rendirent en Italie, tels Rembrandt (clair-obscur), Frans Hals (scènes de genre), Vermeer (utilisation de la couleur), ou encore Gerrit Dou, qui emprunta un genre popularisé par Van Honthorst, celui des représentations de personnages dans des « niches ».